# Hardy von François
Hardy von François (* 7. Februar 1879 als Bruno Hermann Louis Bernhard von François in Potsdam; † 21. Dezember 1951 in Berlin) war ein deutscher Schauspieler und Intendanzrat.

## Herkunft
Seine Eltern waren der preußische General der Infanterie Hermann von François (1856–1933) und dessen Ehefrau Elisabeth Emma Olga, geb. von Besser (* 30. März 1859). Ein Großvater war der Generalmajor Bruno von François.

## Leben
Von François trat zwischen 1921 und 1924 in vier Filmen als Darsteller auf. Sein Debüt gab er in dem Film Das Geheimnis der sechs Spielkarten – 3. Teil: Treff As unter der Regie von William Kahn. In Nosferatu – Eine Symphonie des Grauens hatte er einen kurzen Auftritt als Arzt. Nach einer Nebenrolle als Ritter Dankwart in Fritz Langs Epos Die Nibelungen verabschiedete er sich weitgehend vom Film. 1935 hatte er einen winzigen Auftritt in Gustav Ucickys Das Mädchen Johanna.
Er blieb über viele Jahre noch ein erfolgreicher Theaterschauspieler. Von 1924 bis 1929 war er Intendanzrat. Von François stand 1944 in der Gottbegnadeten-Liste des Reichsministeriums für Volksaufklärung und Propaganda. Nach dem Zweiten Weltkrieg konnte er aber nicht mehr als Schauspieler Fuß fassen. Er starb 1951 im Alter von 72 Jahren in Berlin.
Am 10. September 1902 heiratete er Hedwig Wagner. Die Ehe wurde wieder geschieden. Anschließend heiratete er am 8. März 1926 Gerta Falk (* 15. August 1899), eine Tochter des Plauener Spitzenfabrikanten Falk.

## Filmografie
- 1921: Das Geheimnis der sechs Spielkarten, 3. Teil – Treff As
- 1921: Der lebende Propeller
- 1922: Nosferatu, eine Symphonie des Grauens
- 1922/24: Die Nibelungen (2 Teile)
- 1935: Das Mädchen Johanna